# 相 (言語学)
相（そう）、またはアスペクト（英: aspect）は、言語学・文法学の用語で、述語が表す事象の完成度や時間軸における分布の様子などの差異化をもたらす文法形式である。語交替や語形変化を伴う。相は同じく動詞の文法範疇である時制・法とまとめてTAM (Tense-Aspect-Modality) とも呼ばれる。
「相」はもともとスラヴ語派に見られる完了性と不完了性の対立を呼ぶ言葉であった。なおロシア語の場合、「相」ではなく「体」を用いて「完了体」「不完了体」とするのが慣例である。以前は古典語の文法解説において voice を「相」と訳しているものが多かったが、現代では aspect を「相」と呼んで voice は態と呼ぶようになっている。
事象について相が表現する内容として次のようなものがある：
- 完結してまとまっているか、それとも未完結で広がっているか
- 瞬間的なのか、継続的か、断続的か、反復するのか、やがて終わるのか

結果や経験を表す完了形 (perfect) と、出来事を全体としてとらえる完結相 (perfective) はしばしば混同されるが、実は異なるものである。
相は、多くの言語において時制と組み合わされた形態（現在進行形、現在完了形など）で存在するが、スラヴ語などでは時制と区別される独立のカテゴリーを形成している。ロジバンでも、アスペクトを表現する相制が間制（時間と空間のテンス）と法制（法）に対して独立している。ただしこれらの制用法は同じ統語論原理に基づいており、自由に組み合わせられる。

## 相の分類
相は[±dynamic]（動的か静的か）、[±punctual]（瞬間的か継続的か）、[±telic]（完結的か非完結的）かの3つの意味素性から分類することができる
。

## 相の一覧
- 完了相（perfect, PERF）
- 完結相（perfective, PFV）
- 未完結相（imperfective, IMPF）
  - 習慣相（habitual, HAB）
  - 継続相（continuous, HAB）
  - 進行相（progressive, HAB）
  - 状態相（stative, STAT）
- 前望相（prospective, PROSP）
- 持続相（continuative, CONT）
- 起動相（inchoative, INCH）
- 終結相（cessative, terminative）
- 反復相（iterative, ITR）
- 短時相（delimitative, DELIM）
- 格言相（gnomic, GNO）

## 言語別

### 日本語
日本語では、
- 雨が降っている・雨が降っていた（非完結相）
- 雨が降る・雨が降った（完結相）

というように、助動詞「ている」があると出来事の一部を取り出す非完結相を表し、「ている」が無いと出来事を全体としてとらえる完結相を表す。なお、「る」と「た」は時制を表す。
また、「雨が降っている」は、出来事が継続していることを表しているが（進行相）、「椅子に座っている」のように、「ている」が瞬間的に変化する動詞につけられた場合、変化の結果が持続していることを表している（結果相）。さらに「雨が降り始めた」（起動相）、「雨が降り止んだ」（終結相）というように複合動詞を用いることでさまざまな相を表す。
なお、共通語では例えば同じ「買っている」でも、「彼は今帽子を買っている」「彼は昨日この店で帽子を買っている」のように進行形・完了形の両方に用いられる。しかし西日本方言では、前者の進行相を「買いよる」、後者の完了相を「買うとる（買うちょる）」（つまりテの有無）などと区別することがある。
日本語文法では「アスペクト」を「様態」と表すことがあるが、「様態」という術語は（特に学校文法などで）狭義に用いられることがある（「そうだ」には伝聞と様態の二つの意味がある、などと書かれる）ので、注意が必要である。

### 日本手話
日本手話において相の問題は研究途上にある。知られているところでは次のようなものが挙げられる。なお（かっこ）内の説明部分が相変化の文法的要素。続く部分が日本語訳。
- 歩く（歩く動作を継続する）　　　　（継続相）　「ずっと歩く」
- 歩く（歩く動作を断続的にくり返す）（習慣相）　「いつも（定期的に）歩く」
- 歩く（歩く動作を途中でやめる）　（直前相）　「歩く前にやめた」

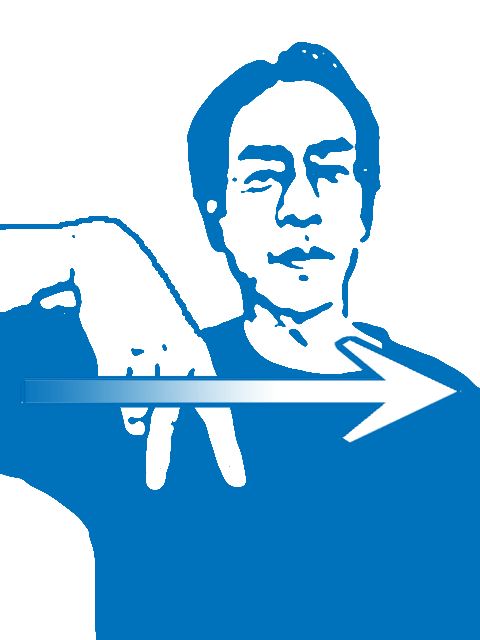
ずっと歩く
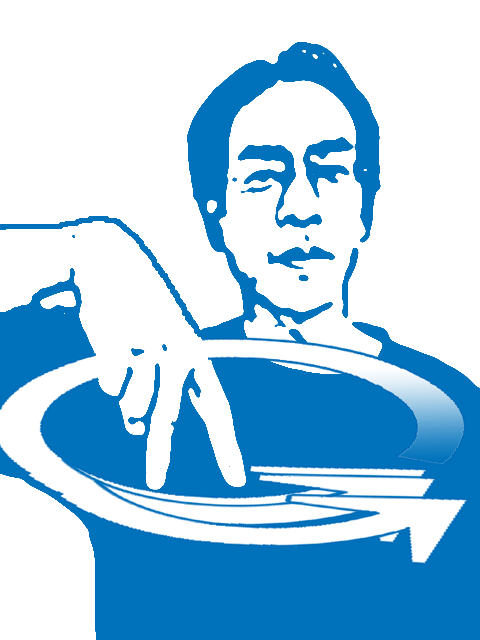
いつも（定期的に）歩く-ループ状にくり返す。
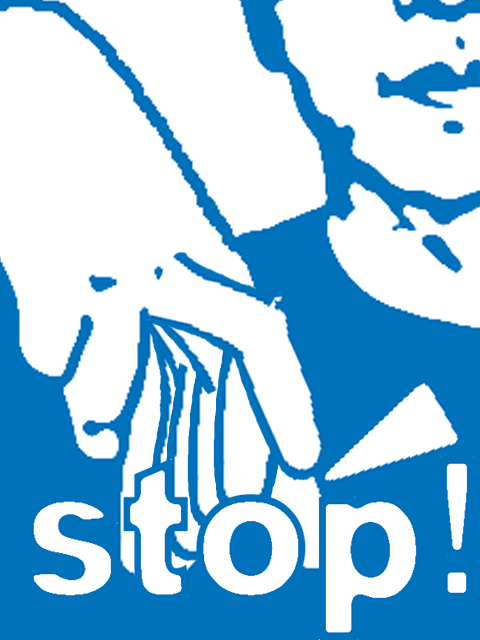
歩く前にやめた

### 英語
- He began to talk. （起動相）
- He continued to talk. （継続相）
- He was talking. （進行相）
- He stopped talking. （終止相）

ただし、現在進行形を取らない限り通常の動詞は終止相と考えられる。

### ロシア語
ロシア語では、多くの動詞に関して完了体と不完了体がペアで存在する（動詞の性格により一方しかないものもある）。
例えば、делать（不完了体: 作る）と сделать（完了体: 完結相に相当する。作り上げる、作ってしまう）など。完了体の現在形は（機能的には「現在」は考えられないので）実際には未来を表す。形態としては例のように接頭辞（動詞によって違う）の有無のほか、語幹の形が少し違う場合、また全く異なる形態で示される場合もある。